# Blood on the Dance Floor (band)
 Der er for få eller ingen kildehenvisninger i denne artikel, hvilket er et problem. Du kan hjælpe ved at angive troværdige kilder til de påstande, som fremføres i artiklen.

Blood on the Dance Floor (også kendt som BOTDF) var et crunkcore band fra USA. Bandet stammer fra Orlando, Florida, men har nu hovedsæde i Phoenix, Arizona.
Bandet blev dannet i 2007 og består af to bandmedlemmer: Dahvie Vanity og Jayy von Monroe. Deres musik bærer præg af mange forskellige genrer, blandt andet electronica, rap, dance, screamo og dubstep. Blood on the Dance Floor har udgivet fire album og har et femte med titlen (R)Evolution planlagt til udgivelse i februar 2012. Bandet har deres eget pladeselskab, som de kalder for Candyland Records.

## Bandet fra 2007 til nu
Let's Start a Riot og It's Hard to Be a Diamond In a Rhinestone World (2007 – 2008)

I 2007 var Dahvie ung og kreativ. Han var i en alder af 16 år og havde haft interesse for musik og spillede keyboard og guitar. Dahvie valgte således at danne en gruppe med Christopher Mongillo og formede således det, der senere ville blive kendt som Blood On the Dance Floor. Også Rebecca Fugate kom med i bandet. 
De tre medlemmer tog i studiet og fik lavet deres første album kaldet Let's Start a Riot. Den blev udgivet på nytårsdag. I stedet for at reklamere for albummet valgte de at gå i gang med deres næste album med det samme. Dette album kom til at hedde It's Hard to Be a Diamond In a Rhinestone World og blev udgivet senere samme år. Da de ikke kunne komme på tourné, valgte Christopher og Rebecca at forlade bandet, hvilket efterlod Dahvie Vanity alene tilbage. Dette stoppede ham dog ikke fra at rejse rundt i Orlando, Florida og spille lidt. Han formåede således at opnå en lille fanbase kaldet The Slash Gash Terror Crew.

De tre EP'er: I Scream I Scream, OMFG Sneak Peak og Extended Play! (2008 – 2009)

Imens Dahvie Vanity var på tourné, mødte han Garrett Ecstasy og blev hurtigt gode venner med ham. Snart var han det nye medlem i bandet og Blood On the Dance Floor var igen en duo. De begyndte at indspille ny musik i starten af 2009 og havde således hele 3 EP'er udgivet i det første halvår af 2009: I Scream I Scream, OMFG Sneak Peak og Extended Play. Under tournéen OMFG Tour blev Garrett Ecstasy smidt ud af bandet igen da han skulle have stjålet nogle af de penge som de havde tjent på merchandise til at få lavet en tatovering.
Derudover blev Dahvie Vanity i september i 2009 beskyldt for at have voldtaget en ung fan efter en koncert i Denver, Colerado. Sigtelserne faldte dog igen, da den unge fan nægtede at lade sig undersøge for tegn på voldtægt. Senere udgav hun en Youtube video, hvor hun undskyldte og sagde at hun havde løjet.

Epic (2009 – 2010)

Efter Garret var blevet smidt ud, blev Jayy Von Monroe, en god gammel ven af Dahvie, nyt medlem. De begyndte på deres 3. album i slutningen af 2009 som skulle komme til at hedde Epic. Dette nye lineup spillede på Crunk Kids Tour '09. Jeffree Star og Blood On the Dance Floor blev gode venner og lavede 3 sange sammen, som skulle have været på albummet. Af ukendte årsager blev bandet og Jeffree uvenner og derfor kom ingen af de 3 sange på albummet i sidste ende. De tre sange er dog senere sluppet ud.  
Bandet deltog også i 2 Drunk 2 Fuck Tour og Lookin' Hot & Dangerous Tour i 2009. Det var i Lookin' Hot & Dangerous Tour at Blood On the Dance Floor kom op at skændes med Jeffree Star.
Det var Epic albummet der blev det første store gennembrud for Blood On the Dance Floor. Albummet fik succes og musikvideoerne for sangene Believe og Death to Your Heart blev vist på forskellige Amerikanske musikkanaler, blandt andet MTV.
Der blev afholdt to tourneér til dette album som blev kaldt The Epic Tour I og The Epic Tour II.

All the Rage og (R)Evolution (2010 – nu)

All the Rage var allerede under konstruktion før Epic var udgivet. Blood On the Dance Floor havde arbejdet sammen med mange andre kunstnere for at skabe deres fjerde album. Blandt andre James Egbert, Lady Nogrady, Nick Nasty og JJ Demon. De udløste en del singler fra albummet inden udgivelsen for at promovere albumudgivelsen. Albummet blev udgivet imens bandet deltog i Vans Warped Tour og der er blevet lavet én musikvideo til dette album, nemlig af sangen Bewitched som Lady Nogrady også synger i.
I slutningen af 2011 var de så igen på tour, denne gang kaldet 'All the Rage Tour for at promovere deres nye album. 
I 2012 vil de så udgive deres femte album. Den kommer til at hedde (R)Evolution og kommer til at indeholde en CD med helt nye sange plus en opsamling med de bedste sange fra Blood On the Dance Floors første fire albums. Denne opsamling skulle egentlig have været udgivet til halloween i 2011, men de valgte at vente og udgive begge dele på én gang.

Til (R)Evolution har Blood On the Dance Floor igen samarbejdet med en masse andre kunstnere, blandt andet Jeffree Star (som de nu er kommet på god fod med igen), Angelspit og Millionaires. (R)Evolution er sat til at udkomme den 14. Februar 2012.

## Discografi
Studio albums 

- Let's Start a Riot (2008)
- It's Hard to Be a Diamond In a Rhine Stone World (2008)
- Epic (2010)
- All the Rage (2011)
- R(Evolution) (2012)

EPs 

- I Scream I Scream
- OMFG Sneak Peak
- Extended Play!

Opsamlinger 

- Radio Edit (2008)
- Lest We Forget the Best of BOTDF
- The Legend of Blood On the Dance Floor

Singler
| År   | Titel                                                      | Album                                            |
| ---- | ---------------------------------------------------------- | ------------------------------------------------ |
| 2008 | Money and Hoes                                             | Let's Start a Riot                               |
| 2008 | Save the Rave                                              | It's Hard to Be a Diamond In a Rhine Stone World |
| 2008 | Blood On the Dance Floor (Dj Pickee Remix)                 | It's Hard to Be a Diamond In a Rhine Stone World |
| 2008 | S my D                                                     | It's Hard to Be a Diamond In a Rhine Stone World |
| 2008 | Suicide Club                                               | I Scream I Scream EP                             |
| 2008 | Siq With a Q                                               | I Scream I Scream EP                             |
| 2009 | Miss Bipolar (feat. Lolli Dolli)                           | I Scream I Scream EP                             |
| 2009 | Looking Hot, Dangeros                                      | OMFG Sneak Peak EP                               |
| 2009 | Crunk Man (Remix)                                          | Intet album                                      |
| 2009 | Designed to Kill                                           | Intet album                                      |
| 2009 | Horrifically Delicious                                     | Intet album                                      |
| 2009 | Success Is the Best Revenge                                | Epic                                             |
| 2009 | Sexting                                                    | Epic                                             |
| 2010 | Inject Me Sweetly (Remix feat. Jeffree Star)               | Intet album                                      |
| 2010 | Sexting (Remix feat. Jefree Star)                          | Intet album                                      |
| 2010 | Designed to Kill (Remix)                                   | Epic                                             |
| 2010 | Candyland                                                  | Epic                                             |
| 2010 | I'm What Dreams Are Made Of                                | Epic                                             |
| 2010 | Lose Control                                               | Epic                                             |
| 2010 | You Dun Goofed                                             | Epic                                             |
| 2010 | Party On!                                                  | Epic                                             |
| 2010 | Death To Your Heart                                        | Epic                                             |
| 2010 | Believe                                                    | Epic                                             |
| 2010 | The Loving Dead                                            | Intet album                                      |
| 2010 | My Gift & My Curse                                         | Intet album                                      |
| 2010 | Yo, Ho! (A Pirate's Life For Me)                           | All the Rage                                     |
| 2011 | Can't Have What I got (feat. God's Paparazzi og KatiKaine) | Intet album                                      |
| 2011 | Sexting (Rusty Lixx Remix)                                 | Intet album                                      |
| 2011 | Dark Dreams(God's Paparazzi Remix)                         | Intet album                                      |
| 2011 | Happy Violentines Day!                                     | All the Rage                                     |
| 2011 | P.L.U.R                                                    | All the Rage                                     |
| 2011 | G.F.A (feat. Nick Nasty, JJ Demon og Lady Nogrady)         | All the Rage                                     |
| 2011 | Bewitched (feat. Lady Nogrady)                             | All the Rage                                     |
| 2011 | La Petite Morte (feat. Elena Vladimirova)                  | (R)Evolution                                     |
| 2012 | Oishi High School Battle Theme Song                        |                                                  |

## Medlemmer
Nuværende medlemmer
- Dahvie Vanity (Vokal, Keyboard, Guitar, Bass Guitar)
- Jayy Von Monroe (Vokal – Screamer)

Gamle medlemmer
- Christopher Mongillo – Vokal, guitar (2007 – 2008)
- Rebeca Fugate – Vokal, keyboard (2007 – 2008)
- Garrett Ecstasy – Vokal (2008 – 2009)
- Matty M – Vokal (2009)

Medlemmer på tour
- Nick Nasty – Keyboard, vokal, trommer (2010 – nu)
- Carter Harris – Keyboard (2011 – nu)
- Johnny Awford – Bass guitar (2011 – nu)
- Rusty Lixx – Guitar, trommer (2009 – 2011)
- Alex Gilbertson – Bass guitar (2011)